# Giti (Sektor)
Giti ist einer von 21 Sektoren im Distrikt Gicumbi in der Nordprovinz von Ruanda.

## Geographie
Giti hat eine Fläche von 36,3 km² und liegt auf einer Höhe von etwa 1850 m. Der Sektor unterteilt sich in die drei Zellen Gatobotobo, Murehe und Tanda und umfasst 19 Dörfer. Nachbarsektoren sind im Norden Muko, im Osten Muhura, im Südosten Gasange, im Süden Fumbwe, im Südwesten Bukure und im Nordwesten Rwamiko und Rutare. Im Süden liegt der Sektor am Muhazi-See.

## Bevölkerung
Nach der Volkszählung von 2022 betrug die Einwohnerzahl 17.431 Einwohner. Zehn Jahre zuvor waren es 14.590, was einem jährlichen Bevölkerungszuwachs von 1,8 Prozent zwischen 2012 und 2022 entspricht.

## Verkehr
Entlang des Ufers des Muhazi-Sees verläuft die Nationalstraße 23, die jedoch in dem Abschnitt Stand 2022 nicht asphaltiert ist.